# Dory Previn
Dorothy "Dory" Veronica Previn, född Langan: 22 oktober 1925, död 14 februari 2012, var en amerikansk textförfattare för filmmusik, singer-songwriter och poet.
Under slutet av 1950- och 1960-talen var Previn textförfattare till filmmusik och har med sin dåvarande make, André Previn, fått flera oscarsnomineringar. På 1970-talet, efter deras skilsmässa, släppte hon sex album med originallåtar, samt ett hyllat livealbum. Previns texter från denna period kännetecknas av  originalitet, ironi och ärlighet – hon tog sig an sitt oroliga privatliv, såväl som mer allmänna teman om relationer, sexualitet, religion och psykologi. Fram till sin död fortsatte hon att arbeta som författare av sångtexter och prosa.

## Biografi

### Uppväxt
Previn växte upp i Woodbridge i New Jersey i USA. Hon var äldsta dottern i en strikt katolsk familj av irländskt ursprung. Hon hade en komplicerad relation till sin far, särskilt under barndomen. Han hade tjänstgjort i första världskriget och upplevde perioder av depression och våldsamma humörsvängningar. Han växlade mellan att visa närhet och att avvisa henne, men stöttade henne när hon började visa talang för sång och dans. Hans mentala hälsa försämrades efter födelsen av en andra dotter, vilket kulminerade i en paranoid episod då han stängde in familjen i hemmet  under pistolhot i flera månader. Previns barndomsupplevelser, som beskrivs i hennes självbiografi Midnight Baby, hade en djupgående påverkan på hennes senare liv och arbete.
Efter gymnasiet gick Previn på scenskolan American Academy of Dramatic Arts i ett år innan ekonomiska svårigheter tvingade henne att sluta. Hon turnerade som körsångerska och dansare och började skriva låtar. Senare skrev hon: "Jag har varit skådespelerska, modell och körtjej. Jag har jobbat med ströjobb – sekreterare, säljare, redovisning på en bensinstation, servitris – vad som helst som har hållit mig flytande medan jag fortsatt med mitt skrivande." Vid den tiden gick hon in i ett kort första äktenskap som snart slutade i skilsmässa.

### Textförfattare och äktenskap: 1958–1969
Genom ett slumpartat möte med filmproducenten Arthur Freed fick hon jobb som textförfattare på MGM. Där började hon samarbeta med, kompositören André Previn. Under namnet Dory Langdon spelade hon in ett album med sina låtar 1958, The Leprechauns Are Upon Me, tillsammans med André Previn och jazzgitarristen Kenny Burrell som kompmusiker, för Verve Records. Hon gifte sig med Previn 1959. Paret samarbetade på ett antal låtar som användes i filmer, inklusive "The Faraway Part Of Town", som sjöngs av Judy Garland i filmen Pepe, och nominerades till en Oscar för bästa låt 1960. 1961 skrev de "One, Two, Three Waltz" för filmen One, Two, Three och 1962 "A Second Chance" för filmen Two for the Seesaw, som gav dem en andra oscarnominering. De skrev också låtar inspelade av Rosemary Clooney, Chris Connor, Vic Damone, Bobby Darin, Sammy Davis Jr., Doris Day, Eileen Farrell, Jack Jones, Marilyn Maye, Carmen McRae, Matt Monro, Leontyne Price, Nancy Wilson och Monica Zetterlund. 
1964 samarbetade de med Harold Arlen på "So Long, Big Time!", som spelades in av Tony Bennett. År 1966 gjorde den finska sångerskan Carola en version av låten ackompanjerad av Heikki Sarmanto Trio. Under denna period skrev Dory Previn texter med andra filmkompositörer till filmerna Tall Story, Goodbye Again och Harper.
I mitten av 1960-talet hade André Previn blivit dirigent för klassisk musik och turnerat över hela världen, men Dorys rädsla för flygresor hindrade henne från att följa med honom. Hon fortsatte att skriva låtar med André, inklusive " You're Gonna Hear from Me ", inspelad av Frank Sinatra, och började använda namnet Dory Previn professionellt. 1967 skrev de fem låtar till filmen Valley of the Dolls. Soundtrackalbumet låg på listorna under sex månader och Dionne Warwick hade en hit med sin version av temalåten.  1968 skrev Dory Previn ett nytt engelskspråkigt libretto till Mozarts The Impresario. Nästa år vann hon en tredje oscarsnominering för "Come Saturday Morning ", med musik av Fred Karlin, från filmen The Sterile Cuckoo. En hitversion spelades in av The Sandpipers. 
År 1968 hade André Previn helt gått från att komponera filmmusik till att dirigera symfoniorkestrar, framför allt London Symphony Orchestra. Medan han var i London inledde han en affär med den 23-åriga skådespelerskan Mia Farrow som arbetade med filmen A Dandy in Aspic. År 1969 upptäckte Dory Previn att André Previn och Mia Farrow väntade ett gemensamt barn, vilket ledde till att Dory och André separerade. Skilsmässan blev slutgiltig i juli 1970. André Previn gifte därefter om sig med Farrow. Sveket ledde till att Previn lades in på sjukhus igen, där hon behandlades med elektrokonvulsiv terapi.  Detta verkade förändra hennes syn på låtskrivare, vilket gjorde henne mer inåtvänd. Hon uttryckte sina känslor om Farrow och slutet på sitt äktenskap i låten "Beware of Young Girls" på albumet On My Way to Where från 1970.
I en intervju från 1973 sa Previn: "Jag hade skrivit för filmer i flera år, men det fanns ingenting jag kunde säga i dessa temalåtar som inte sagts bättre av många låtskrivare före mig – och briljant av poeter. Så vad gjorde jag? Ville jag fortsätta och skriva fler poetiska lyriska metaforer om saker som redan sagts? Eller ville jag skriva om det enda område jag kan anta att jag är auktoritet på: mig själv?"

### Singer-songwriter: 1970–1980
År 1970 skrev Previn kontrakt som soloartist med skivbolaget Mediarts grundat av Alan Livingston och Nik Venet. Hon spelade in sitt första album på 12 år, On My Way To Where. En stor del av skivan,  liksom flera efterföljande album, handlar om hennes upplevelser i slutet av 1960-talet. "Mister Whisper" undersöker episoder av psykoser inifrån ett psykiatriskt sjukhus, medan "Beware of Young Girls" är en svidande attack mot Mia Farrow och hennes motiv för att lära känna familjen Previns. Spåret "With My Daddy in the Attic" är en skrämmande låt om incest. Albumets texter publicerades i bokform 1971.
Hennes andra album under denna period, Mythical Kings and Iguanas, släpptes 1971 och var ännu mer framgångsrikt. United Artists Records tog sedan över Mediarts och släppte hennes tredje album, Reflections in a Mud Puddle. Det röstades fram som ett av de bästa albumen 1972 av tidningen Newsweek och ingick i The New York Times kritikers val som ett av 1970-talets enastående singer-songwriter-album.
1972 släppte hon albumet Mary C. Brown and the Hollywood Sign som handlade om Hollywood-missbruk och Mary C. Brown, en skådespelerska som tar livet av sig genom att hoppa från Hollywoods bokstav "H", uppenbarligen baserad på skådespelerskan Peg Entwistles död. Låtarna var avsedda för en kortlivad musikalisk revy som gavs i Los Angeles. Previn slog sig ihop med producenten Zev Buffman för att iscensätta den på Broadway men förhandsintresset var dåligt och showen avbröts innan den hade premiär.
Previns album upprätthöll en balans av starkt personliga texter och mer allmänna samhällskommentarer. "A Stone for Bessie Smith" handlar om sångerskan Janis Joplins för tidiga död, medan "Doppelgänger" undersöker mänsklighetens latenta vildhet. Självmedveten andlighet på bekostnad av det begripliga kritiseras i "Mythical Kings and Iguanas", medan låtar som handlar om känslomässigt bräckliga karaktärer inkluderar "Lady With the Braid", "Lemon-Haired Ladies" och "The Altruist and the Needy Case". Feministiska frågor och dilemman utforskas i "Brando" och i "The Owl and the Pussycat" medan det manliga egot attackeras med humor och ironi i låtarna "Michael, Michael", "Don't Put Him Down" och "The Perfect Man". 
År 1973 filmades Previns manus Third Girl From The Left och visades som en TV-film. Hon gav också några offentliga framträdanden det året, inklusive en konsert i New York den 18 april 1973, som spelades in och släpptes som en dubbel-LP, Live at Carnegie Hall, som fanns med i en bok med de 200 bästa rockalbumen. Hon fortsatte också med samarbeten kring musik för film och TV. Hennes sista filmbidrag var titellåten till Last Tango in Paris (1973), med musik av Gato Barbieri.
Hon bytte sedan skivbolag till Warner Bros. Records och släppte albumet Dory Previn 1974, följt av We're Children of Coincidence och Harpo Marx 1976. Eftersom hon inte lyckades övervinna sin flygrädsla korsade hon Atlanten med kryssningsfartyget RMS Queen Elizabeth 2 för att turnera i Europa i slutet av 1970-talet, och 1980 uppträdde hon i en musikalisk revy baserad på hennes låtar, Children Of Coincidence, i Dublin. Dory Previn drog sig tillbaka från musiken under en period och skrev två självbiografier, Midnight Baby: an Autobiography (1976) och Bogtrotter: An Autobiography with Lyrics (1980). Den senare titeln syftar på hennes irländska arv: "bogtrotter" är ett nedsättande ord för en irländsk person. Hon skrev också Schizo-phren, en en-kvinnas lek med sånger. 

### Senare i livet
Från 1980-talet använde hon ofta namnet Dory Previn Shannon. Shannon var hennes mors flicknamn. Hon skrev och medverkade i ett musikaliskt framträdande om kärnvapenkrig år 1983. Titeln var August 6, 1945. Hon arbetade med tv och vann ett Emmy-pris 1984 för "We'll Win this World" (från Two of a Kind ) med Jim Pasquale och en nominering till det amerikanska tv-priset Emmy 1985 för "Home Here" med Bruce Broughton.
År 1984 gifte hon sig med skådespelaren och artisten Joby Baker. Hon uppträdde i London 1986 och skrev föreställningen The Flight of the Gooney Bird. Hennes sista konsertframträdande var i Dublin och i London 1988. Dory Previns noveller trycktes i flera olika publikationer, och hon arbetade också på en roman med titeln Word-Play with an Invisible Relative. Hon föreläste om att skriva lyrik, att spela in musik och att skriva självbiografier vid flera amerikanska universitet. Maken Joby Baker bidrog med illustrationer till The Dory Previn Songbook (1995) som innehåller låtar från hennes period på filmbolaget United Artists.
År 1997 återupptog hon samarbetet med André Previn för att skapa ett stycke för sopran och ensemble, The Magic Number. Den framfördes för första gången av New York Philharmonic, med André Previn som dirigent och sopranen Sylvia McNair. En pianoreduktion publicerades av G. Schirmer, Inc (ISBN 0-7935-8803-0 ). År 2002 släppte Dory Previn en royaltyfri inspelning för nedladdning på nätet, Planet Blue. Den innehåller en blandning av nyare och tidigare outgivet material och handlar om miljöförstöring och hotet om en kärnkraftskatastrof. Dory Previn fortsatte att arbeta trots att hon drabbats av flera strokes som påverkade hennes syn. En ny samling av hennes tidiga 1970-talsverk, The Art of Dory Previn, släpptes av EMI den 21 januari 2008. 

### Död
Previn dog 86 år gammal den 14 februari 2012 på sin gård i Southfield i Massachusetts. Hon bodde där med sin man, Joby Baker. Förutom maken efterlämnade hon tre styvbarn, Michelle Wayland, Fredricka Baker och Scott Zimmerman, och sex styvbarnbarn.

## Diskografi

### Originalalbum
- The Leprechauns Are Upon Me (1958) — Verve, som Dory Langdon. Återutgiven 1983 som Dory & Andre Previn
- On My Way to Where (1970)—Mediarts
- Mythical Kings and Iguanas (1971)—Mediarts
- Reflections in a Mud Puddle /Taps Tremors and Time Steps (1971)—United Artists
- Mary C. Brown and the Hollywood Sign (1972)—United Artists
- Live at Carnegie Hall (1973)—United Artists
- Dory Previn (1974)—Warner Bros. Records
- We're Children of Coincidence och Harpo Marx (1976)—Warner Bros. Records
- Planet Blue —(2002) Endast nedladdning

### Samlingsalbum
- One AM Phonecalls (1977) United Artists
- In Search of Mythical Kings: The UA Years (1993) EMI
- The Art of Dory Previn (2008) EMI

Materialet från Previns period med filmbolaget United Artists har återutgivits på CD under etiketten Beat Goes On.